# Convocazioni per la Coppa delle nazioni oceaniane 2008
Elenco dei giocatori convocati da ciascuna nazionale partecipante alla Coppa delle nazioni oceaniane 2008.
L'età dei giocatori riportata è relativa al 17 ottobre 2007, data di inizio della manifestazione.

## Nuova Caledonia
Allenatore:  Didier Chambaron
| N. | Pos. | Giocatore               | Data nascita (età)         | Pres. | Reti | Squadra         |
| -- | ---- | ----------------------- | -------------------------- | ----- | ---- | --------------- |
|    | P    | Marc Ounemoa            | 27 gennaio 1973 (34 anni)  |       |      | Baco            |
|    | P    | Jean-Yann Dounezek      | 20 novembre 1986 (20 anni) |       |      | Magenta         |
|    | D    | Adolphe Boaoutho        | 9 febbraio 1986 (21 anni)  |       |      | Témala Ouélisse |
|    | D    | Benjamin Longue         | 3 dicembre 1980 (26 anni)  |       |      | Magenta         |
|    | D    | André Sinédo            | 26 febbraio 1978 (29 anni) |       |      | Magenta         |
|    | D    | Jonathan Kakou          | 18 dicembre 1989 (17 anni) |       |      | Magenta         |
|    | D    | Jean-Patrick Wakanumuné | 13 marzo 1980 (27 anni)    |       |      | Le Mons-Dore    |
|    | D    | Georges Wadrenges       | 1º aprile 1979 (28 anni)   |       |      | Le Mons-Dore    |
|    | D    | Michel Hmaé             | 21 marzo 1978 (29 anni)    |       |      | Magenta         |
|    | D    | Ramon Gjamaci           | 6 dicembre 1975 (31 anni)  |       |      | Manu-Ura        |
|    | D    | Ramon Djamali           | 12 giugno 1975 (32 anni)   |       |      | Le Mons-Dore    |
|    | C    | Fabien Saridjan         | 5 giugno 1980 (27 anni)    |       |      | Baco            |
|    | C    | Yohann Mercier          | 15 dicembre 1980 (26 anni) |       |      | Baco            |
|    | C    | Marius Bako             | 22 febbraio 1985 (22 anni) |       |      | Magenta         |
|    | C    | Robert Kaudré           | 14 giugno 1983 (24 anni)   |       |      | Le Mons-Dore    |
|    | C    | Patrick Diaiké          | 25 maggio 1986 (21 anni)   |       |      | Le Mons-Dore    |
|    | C    | Allan Hnautra           | 31 marzo 1989 (18 anni)    |       |      | Lössi           |
|    | C    | Noël Kaudré             | 30 aprile 1981 (26 anni)   |       |      | Le Mons-Dore    |
|    | C    | Marius Mapou            | 22 giugno 1980 (27 anni)   |       |      | Le Mons-Dore    |
|    | C    | Olivier Dokunengo       | 4 settembre 1979 (28 anni) |       |      | Le Mons-Dore    |
|    | C    | Pierre Wajoka           | 19 dicembre 1978 (28 anni) |       |      | Magenta         |
|    | C    | Luther Wahnyamalla      | 27 febbraio 1984 (23 anni) |       |      | Lössi           |
|    | A    | Jean-Paul Wenessia      | 9 settembre 1979 (28 anni) |       |      | Magenta         |
|    | A    | Mael Kaudre             | 30 giugno 1981 (26 anni)   |       |      | Magenta         |
|    | A    | Poulidor Toto           | 16 maggio 1983 (24 anni)   |       |      | Magenta         |
|    | A    | Bertrand Kaï            | 6 giugno 1983 (24 anni)    |       |      | Hienghène Sport |

## Figi
Allenatore:  Juan Carlos Buzzetti
| N. | Pos. | Giocatore              | Data nascita (età)         | Pres. | Reti | Squadra          |
| -- | ---- | ---------------------- | -------------------------- | ----- | ---- | ---------------- |
|    | P    | Simione Tamanisau      | 5 giugno 1982 (25 anni)    |       |      | Rewa             |
|    | P    | Benaminio Mateinaaqara | 19 agosto 1986 (21 anni)   |       |      | Nadi             |
|    | P    | Filimoni Boletawa      | 15 dicembre 1985 (21 anni) |       |      | Suva             |
|    | P    | Shamal Kumar           | 23 maggio 1979 (28 anni)   |       |      | Labasa           |
|    | D    | Peni Finau             | 5 agosto 1981 (26 anni)    |       |      | YoungHeart       |
|    | D    | Taniela Waqa           | 22 giugno 1983 (24 anni)   |       |      | Lautoka          |
|    | D    | Malakai Kainihewe      | 28 luglio 1977 (30 anni)   |       |      | Ba               |
|    | D    | Samuela Vula           | 22 agosto 1984 (23 anni)   |       |      | Rewa             |
|    | D    | Alvin Singh            | 9 giugno 1988 (19 anni)    |       |      | Ba               |
|    | D    | Avinesh Suwamy         | 6 aprile 1986 (21 anni)    |       |      | Lautoka          |
|    | D    | Shalen Lal             | 3 luglio 1986 (21 anni)    |       |      | Ba               |
|    | D    | Manueli Kalou          | 22 giugno 1988 (19 anni)   |       |      | Ba               |
|    | D    | Nayzal Ali             | 6 marzo 1985 (22 anni)     |       |      | Navua            |
|    | D    | Valerio Nawatu         | 24 luglio 1984 (23 anni)   |       |      | Navua            |
|    | D    | Samuela Kautoga        | 21 maggio 1987 (20 anni)   |       |      | Labasa           |
|    | D    | Johnny Rao             | 6 settembre 1986 (21 anni) |       |      | Ba               |
|    | D    | Apisalome Tuvura       | 18 marzo 1986 (21 anni)    |       |      | Nadi             |
|    | C    | Ronil Kumar            | 29 novembre 1984 (22 anni) |       |      | Waitakere Utd    |
|    | C    | Salesh Kumar           | 28 luglio 1981 (26 anni)   |       |      | Auckland City    |
|    | C    | Pita Rabo              | 30 luglio 1977 (30 anni)   |       |      | Wairarapa United |
|    | C    | Malakai Tiwa           | 3 ottobre 1986 (21 anni)   |       |      | Ba               |
|    | C    | Pene Erenio            | 20 gennaio 1981 (26 anni)  |       |      | Rewa             |
|    | C    | Rajnil Chand           | 1º dicembre 1984 (22 anni) |       |      | Navua            |
|    | C    | Monit Chand            | 21 ottobre 1985 (21 anni)  |       |      | Navua            |
|    | C    | Pita Baleitoga         | 30 novembre 1984 (22 anni) |       |      | Labasa           |
|    | C    | Jone Vesikula          | 30 aprile 1986 (21 anni)   |       |      | Ba               |
|    | A    | Tuimasi Manuca         | 14 maggio 1985 (22 anni)   |       |      | Ba               |
|    | A    | Esava Naquleca         | 11 aprile 1982 (25 anni)   |       |      | Navua            |
|    | A    | Maciu Dunadamu         | 14 giugno 1986 (21 anni)   |       |      | Lautoka          |
|    | A    | Roy Krishna            | 20 agosto 1987 (20 anni)   |       |      | Labasa           |
|    | A    | Lagi Dyer              | 16 aprile 1972 (35 anni)   |       |      | Rewa             |
|    | A    | Osea Vakatalesau       | 15 gennaio 1986 (21 anni)  |       |      | Ba               |

## Nuova Zelanda
Allenatore:  Ricki Herbert
| N. | Pos. | Giocatore         | Data nascita (età)          | Pres. | Reti | Squadra            |
| -- | ---- | ----------------- | --------------------------- | ----- | ---- | ------------------ |
|    | P    | Jacob Spoonley    | 3 marzo 1987 (20 anni)      |       |      | Wellington Phoenix |
|    | P    | Glen Moss         | 19 gennaio 1983 (24 anni)   |       |      | Wellington Phoenix |
|    | P    | James Bannatyne   | 30 giugno 1975 (32 anni)    |       |      | Team Wellington    |
|    | P    | Mark Paston       | 13 dicembre 1976 (30 anni)  |       |      | Wellington Phoenix |
|    | D    | James Pritchett   | 1º luglio 1982 (25 anni)    |       |      | Auckland City      |
|    | D    | Andrew Boyens     | 18 settembre 1983 (24 anni) |       |      | Toronto FC         |
|    | D    | Aaron Scott       | 18 luglio 1986 (21 anni)    |       |      | Waikato            |
|    | D    | Ben Sigmund       | 3 febbraio 1981 (26 anni)   |       |      | Auckland City      |
|    | D    | Tony Lochhead     | 12 gennaio 1982 (25 anni)   |       |      | Wellington Phoenix |
|    | D    | Ivan Vicelich     | 3 settembre 1976 (31 anni)  |       |      | Auckland City      |
|    | D    | Ryan Nelsen       | 18 ottobre 1977 (29 anni)   |       |      | Blackburn          |
|    | D    | David Mulligan    | 24 marzo 1982 (25 anni)     |       |      | Wellington Phoenix |
|    | D    | Duncan Oughton    | 18 ottobre 1977 (29 anni)   |       |      | Columbus Crew      |
|    | D    | Steven Old        | 17 febbraio 1986 (21 anni)  |       |      | Wellington Phoenix |
|    | C    | Jeremy Christie   | 22 maggio 1983 (24 anni)    |       |      | Wellington Phoenix |
|    | C    | Andrew Barron     | 24 dicembre 1980 (26 anni)  |       |      | Team Wellington    |
|    | C    | Jeremy Brockie    | 7 ottobre 1987 (20 anni)    |       |      | Sydney FC          |
|    | C    | Simon Elliott     | 10 giugno 1974 (33 anni)    |       |      | Fulham             |
|    | C    | Chris James       | 4 luglio 1987 (20 anni)     |       |      | Fulham             |
|    | C    | Tim Brown         | 6 marzo 1981 (26 anni)      |       |      | Wellington Phoenix |
|    | C    | Jeff Campbell     | 25 agosto 1979 (28 anni)    |       |      | Auckland City      |
|    | C    | Cole Peverley     | 3 luglio 1988 (19 anni)     |       |      | Hawke’s Bay Utd    |
|    | C    | Leo Bertos        | 20 dicembre 1981 (25 anni)  |       |      | Perth Glory        |
|    | A    | Shane Smeltz      | 29 settembre 1981 (26 anni) |       |      | Wellington Phoenix |
|    | A    | Chris Killen      | 8 ottobre 1981 (26 anni)    |       |      | Celtic             |
|    | A    | Daniel Ellensohn  | 9 agosto 1985 (22 anni)     |       |      | Team Wellington    |
|    | A    | Allan Pearce      | 7 aprile 1983 (24 anni)     |       |      | Waitakere Utd      |
|    | A    | Jarrod Smith      | 20 giugno 1984 (23 anni)    |       |      | Toronto FC         |
|    | A    | Greg Draper       | 13 agosto 1989 (18 anni)    |       |      | Wellington Phoenix |
|    | A    | Costa Barbarouses | 19 febbraio 1990 (17 anni)  |       |      | Wellington Phoenix |
|    | A    | Kris Bright       | 5 settembre 1986 (21 anni)  |       |      | Kristiansund BK    |

## Vanuatu
Allenatore:  Robert Calvo
| N. | Pos. | Giocatore            | Data nascita (età)          | Pres. | Reti | Squadra            |
| -- | ---- | -------------------- | --------------------------- | ----- | ---- | ------------------ |
|    | P    | David Chilia         | 10 giugno 1978 (29 anni)    |       |      | Tafea              |
|    | P    | Chikau Mansale       | 13 gennaio 1983 (24 anni)   |       |      | Logan United       |
|    | D    | Ken Masauvakalo      | 20 novembre 1984 (22 anni)  |       |      | Tupuji Imere       |
|    | D    | Freddy Vava          | 25 novembre 1982 (24 anni)  |       |      | Tafea              |
|    | D    | Geoffrey Gete        | 3 agosto 1986 (21 anni)     |       |      | Tafea              |
|    | D    | Jacques Mafil Nawan  | 3 maggio 1983 (24 anni)     |       |      | Tafea              |
|    | D    | Andrew Chichirua     | 12 maggio 1986 (21 anni)    |       |      | Sconosciuto        |
|    | D    | Ephraim Kalorib      | 13 maggio 1970 (37 anni)    |       |      | Tafea              |
|    | C    | François Sakama      | 12 dicembre 1987 (19 anni)  |       |      | Tafea              |
|    | C    | Jean Nako Naprapol   | 20 luglio 1980 (27 anni)    |       |      | Tafea              |
|    | C    | Derek Malas          | 13 dicembre 1983 (23 anni)  |       |      | Erakor Golden Star |
|    | C    | Pita David Maki      | 12 ottobre 1982 (25 anni)   |       |      | Tafea              |
|    | C    | Alphonse Welin Qorig | 7 luglio 1981 (26 anni)     |       |      | Shepherds Utd      |
|    | C    | Hubert Nake          | Sconosciuto                 |       |      | Tafea              |
|    | C    | Jean Robert Yelou    | 25 settembre 1983 (24 anni) |       |      | Amicale            |
|    | A    | Etienne Mermer       | 26 gennaio 1977 (30 anni)   |       |      | Manu Ura           |
|    | A    | Jean Victor Maleb    | 7 luglio 1986 (21 anni)     |       |      | Otago United       |
|    | A    | Richard Iwai         | 15 maggio 1979 (28 anni)    |       |      | Mitchelton         |
|    | A    | Seule Soromon        | 14 agosto 1984 (23 anni)    |       |      | Suva               |
|    | A    | Fenedy Masauvakalo   | 4 novembre 1984 (22 anni)   |       |      | Tupuji Imere       |
|    | A    | Moise Poida          | 2 aprile 1978 (29 anni)     |       |      | Tafea              |